# Cryphia cockaynei
Cryphia cockaynei är en fjärilsart som beskrevs av Huggins 1962. Cryphia cockaynei ingår i släktet Cryphia och familjen nattflyn. Inga underarter finns listade i Catalogue of Life.